# Sipyloidea biplagiata
Sipyloidea biplagiata är en insektsart som beskrevs av Ludwig Redtenbacher 1908. Sipyloidea biplagiata ingår i släktet Sipyloidea och familjen Diapheromeridae. Inga underarter finns listade i Catalogue of Life.